# Madame Tussaud panoptikuma
Madame Tussaud panoptikuma egy viaszmúzeum Londonban, illetve több nagyvárosban. Marie Tussaud viaszszobrász alapította. Korábban Madame Tussaud's, jelenleg már csak aposztróf nélkül, Madame Tussauds néven használatos az elnevezése. A panoptikum London egyik fő turisztikai vonzereje, ahol történelmi és királyi személyek, filmszereplők, sportcsillagok, sőt híres gyilkosok viaszfigurái is láthatóak.

## Története

Bernard Tussaud befejezi Lady Alice Scott és a Gloucesteri herceg viasszobrát – London, 1935. 10. 16

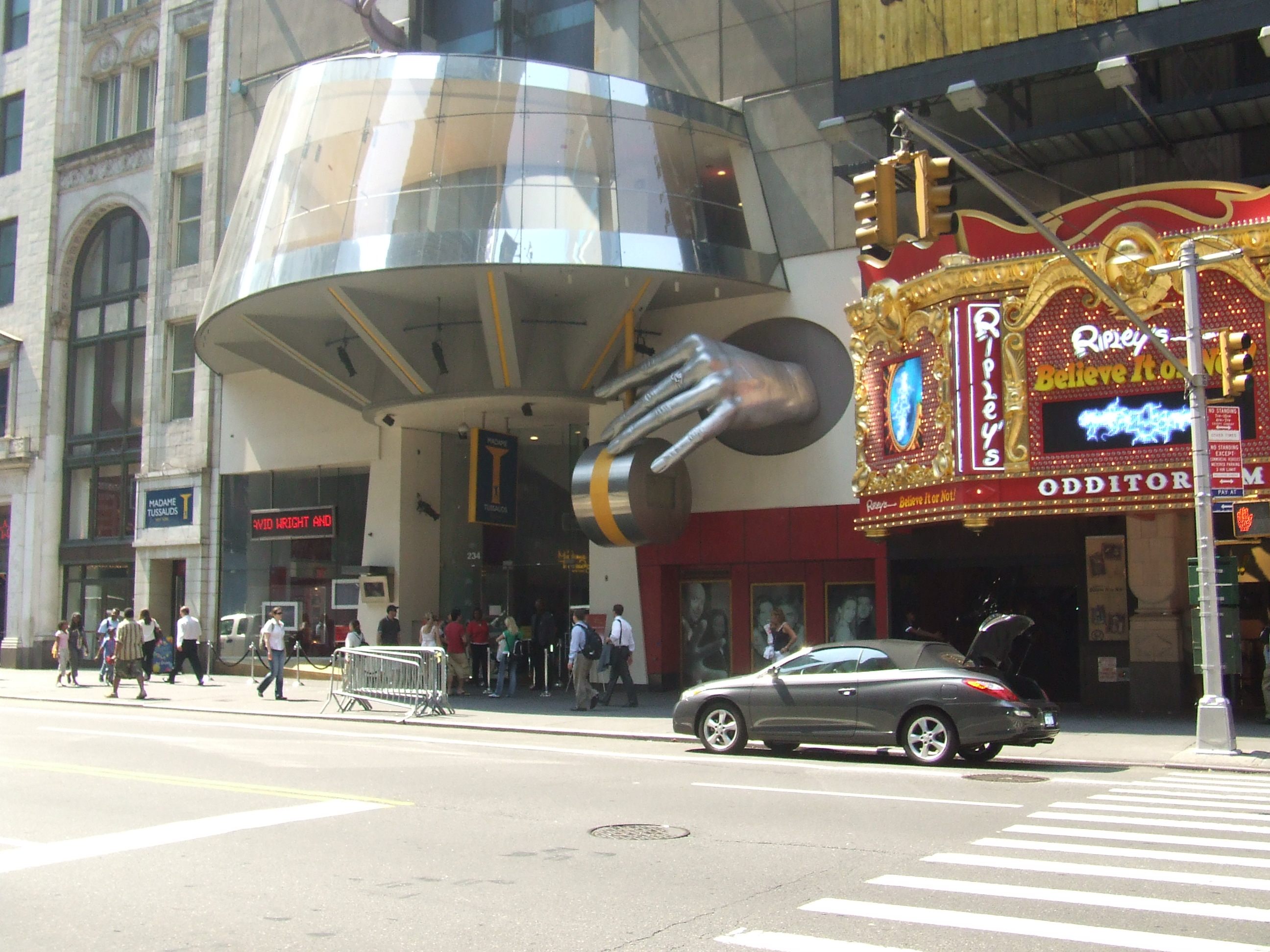
Madame Tussaud panoptikuma, New Yorkban

Madame Tussaud panoptikuma, Hollywood

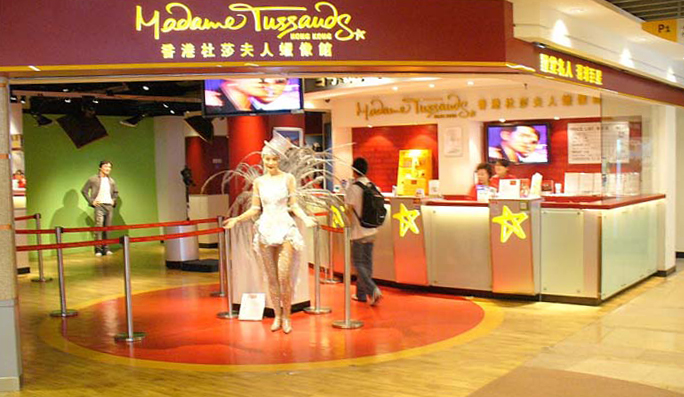
Madame Tussaud panoptikuma Hongkongban

Marie Tussaud (1761–1850) Anna Maria Grosholtz néven született Strasbourgban, Franciaországban. Anyja házvezetőnőként dolgozott dr. Philippe Curtius házában Bernben (Svájc), aki a viasz modellek készítésében jártas orvos volt. Curtius tanította meg Tussaud-t viasz modellezés művészetére.
Tussaud első viaszfigurája Voltaire volt 1777-ben. Egyéb híres emberek, akiket szintén ebben az időszakban mintázott meg Jean-Jacques Rousseau és Benjamin Franklin alakja volt. A francia forradalom alatt számos híres áldozat figuráját készítette még el. Emlékirataiban azt állítja, megkereste a lefejezett polgárok fejeit, melyekből halotti maszkokat készített. 1794-ben dr. Curtius halálát követően Tussaud örökölte a doktor hatalmas viaszmodell-gyűjteményét, ezután az elkövetkező 33 évben Európa-szerte utazgatott. Francois Tussauddal 1795-ben kötött házassága adta a kiállítás nevét – Madame Tussauds. 1802-ben Londonba ment. A Napóleoni háborúk következtében nem tudott visszatérni Franciaországba, így kiállításával beutazta egész Nagy-Britanniát és Írországot, egy ideig látható volt a londoni Lyceum Színházban is. 1831-től a Baker Streeten bérelt lakást a Dorset és King Street között, 1836-tól ez volt Tussaud első állandó otthona. 1835-ben megnyitotta múzeumát, melynek egyik fő attrakciója volt a Rémület Kamrája. A kiállításnak ezen a részén a francia forradalom áldozatai, illetve gyilkosok és más bűnözők viaszmásai álltak. A show nevét gyakran a Punch magazintól származtatják 1845-ből, de Marie Tussaud saját ötletének tartja, már 1843-ban így reklámozta a kiállítást.
Több híres ember figurájával bővült a kiállítás, beleértve Horatio Nelsont és Sir Walter Scottot. Néhány olyan szobrok, melyeket maga Marie Tussaud készített, még mindig léteznek. A galéria eredetileg mintegy 400 különböző viaszmást tartalmazott, de egy tűzkár 1925-ben, majd egy német bomba által okozott kár 1941-ben tönkretette a legtöbb ilyen régebbi modellt. Az öntvények maguk túlélték ezeket, lehetővé téve a történelmi figurák újra elkészítését, és ezek láthatóak a múzeum történeti kiállítás részében. A legrégebbi alak Madame du Barry. Más Tussaud-korabeli viaszmások Robespierre, III. György és Benjamin Franklin szobrai. 1842-ben Marie elkészítette önarcképét, amely ma a múzeum bejáratánál látható. Marie Tussaud 1850. április 16-án álmában halt meg.
1883-ra a korlátozott hely és a Baker Street-i helyszín növekvő költségei arra vezették Tussaud unokáját, Joseph Randallt, hogy a kiállítást átköltöztesse jelenlegi helyére, a Marylebone Road-ra. Az új kiállítás 1884. július 14-én nyitott és hatalmas sikert aratott. Azonban az épület költségei miatt, illetve hogy 1881-ben Randall kivásárolta unokatestvére, Louisa részét az üzletből, a vállalkozás tőkehiányban szenvedett. 1888-ban korlátolt felelősségű társaság alakult meg, hogy friss tőkét vonzzon a vállalkozásba, de meg kellett szüntetni a részvényes családtagok nézeteltérései miatt, és 1889 februárjában a Tussaud's vállalkozást eladták egy Edwin Josiah Poyser által vezetett üzletemberek csoportjának. Edward White művészt az új tulajdonosok kirúgták, hogy pénzt takarítanak meg, aki állítólag emiatt bosszúból egy csomagban bombát küldött John Theodore Tussaudnak 1889 júniusában.
Madame Tussaud viaszmúzeuma napjainkra az egyik legjelentősebb turisztikai attrakcióvá nőtte ki magát Londonban a londoni Planetárium nyugati szárnyában. A múzeumok száma bővült és bővülni is fog Amszterdam, Bangkok, Berlin, Dubaj, Hamburg, Hollywood, Hongkong, Las Vegas, Moszkva, New York, Sanghaj, Bécs és Washington városaiban is. A panoptikum mai viaszfigurái is történelmi és királyi személyek, filmsztárok, a sportolók és híres gyilkosok. Az úgynevezett Madame Tussauds múzeumok egy Merlin Entertainments nevű cég tulajdonában vannak, mely felvásárolta a Tussauds Group céget 2007 májusában. 2010-ben a Merlin Entertainments a Tatweerrel közösen létrehoz egy Madame Tussauds múzeumot Dubajban is.

## Madame Tussaud viaszmúzeumok
A világon 2020 közepén 24 helyszínen találhatók meg a panoptikumok. 2022 elején Budapesten is terveznek egy megnyitót.

### Amerika
- Hollywood
- Las Vegas
- Nashville
- New York
- Orlando
- San Francisco
- Washington

### Ausztrália
- Sydney

### Ázsia
- Bangkok
- Csungking
- Delhi
- Hongkong
- Peking
- Sanghaj
- Szingapúr
- Tokió
- Vuhan

### Európa
- Amszterdam
- Berlin
- Bécs
- Blackpool
- Budapest
- Isztambul
- London
- Prága

## Galéria

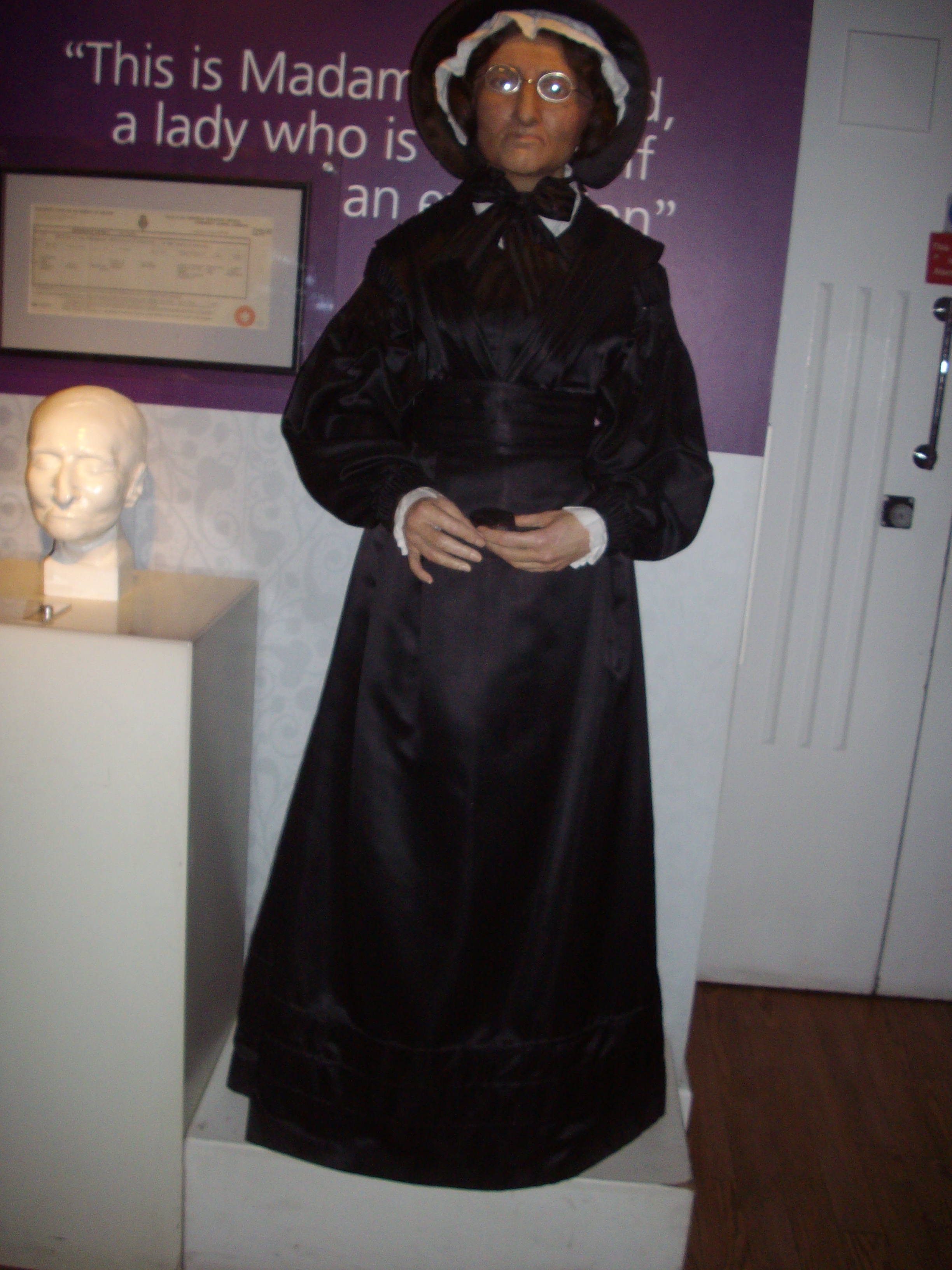
Madame Tussaud
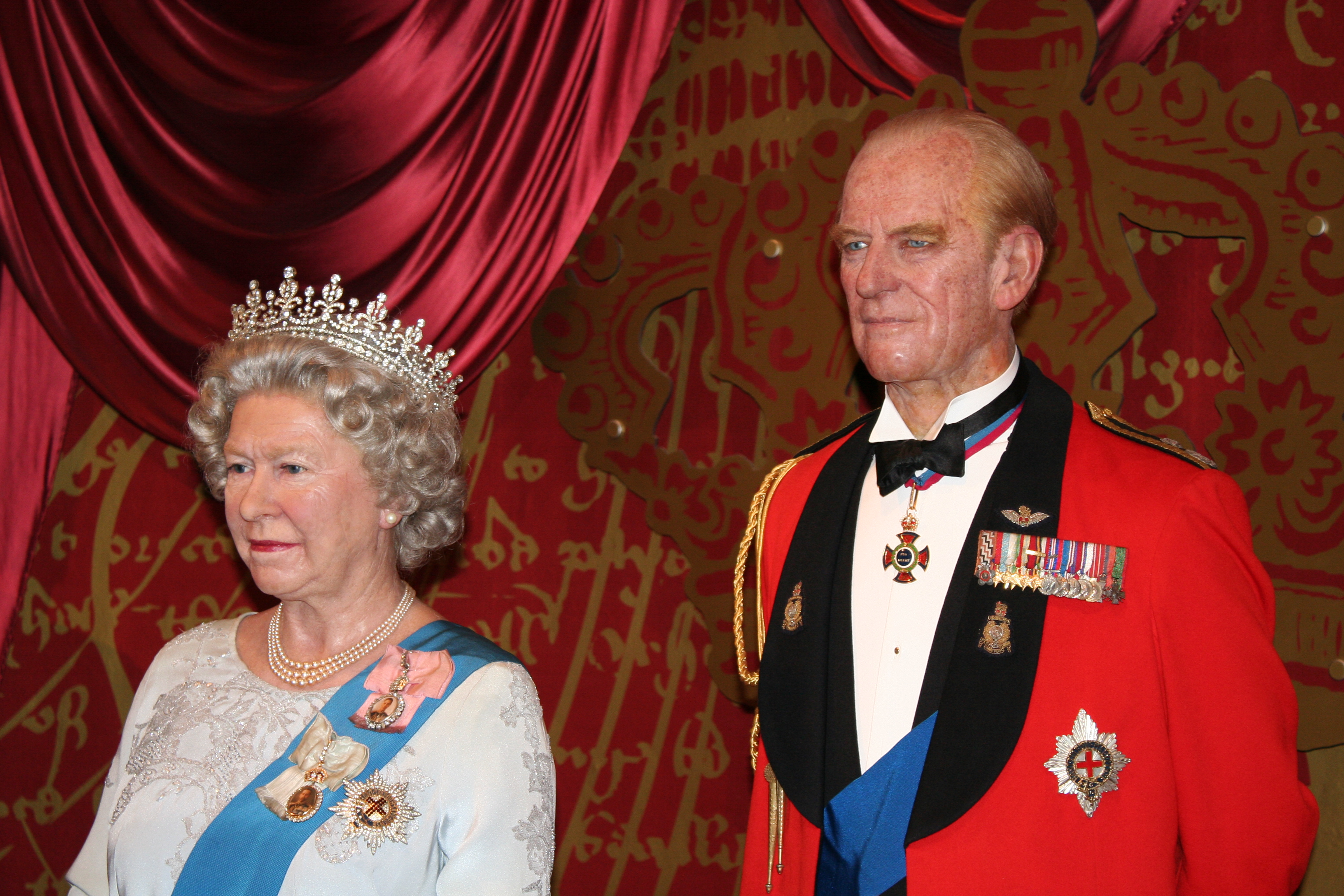
II. Erzsébet brit királynő
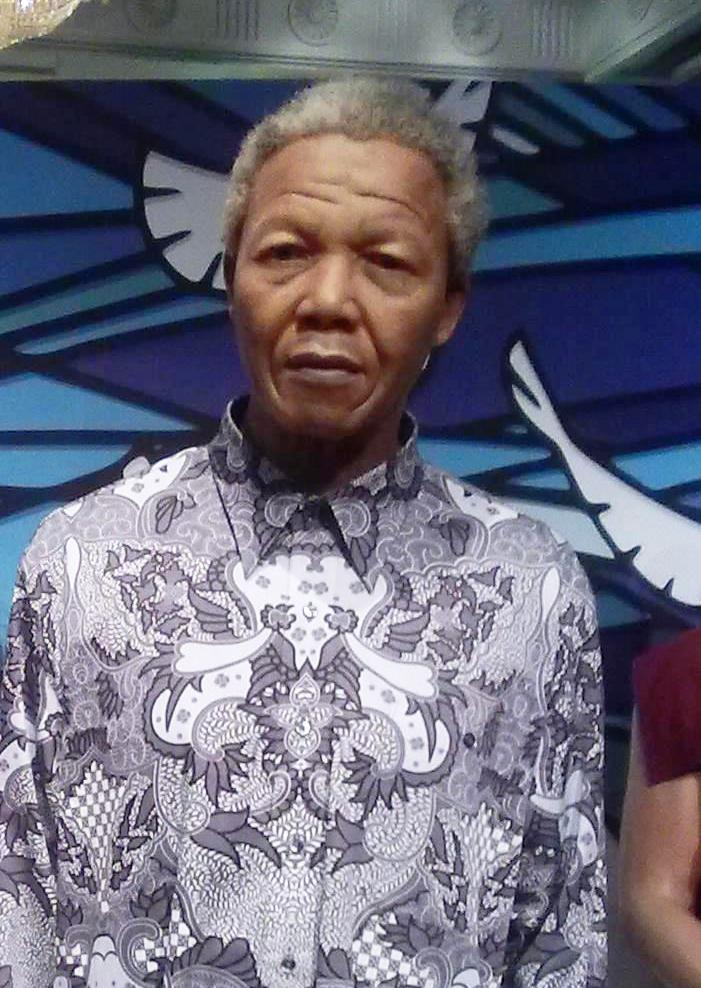
Nelson Mandela
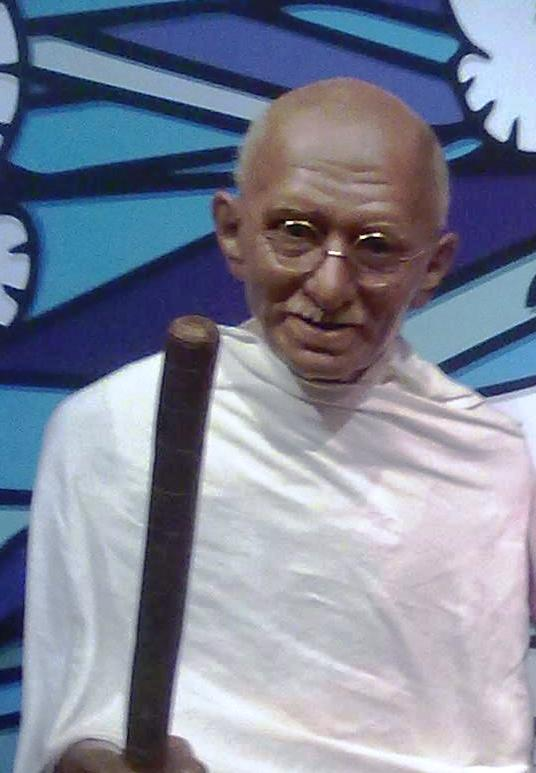
Mohandász Karamcsand Gandhi
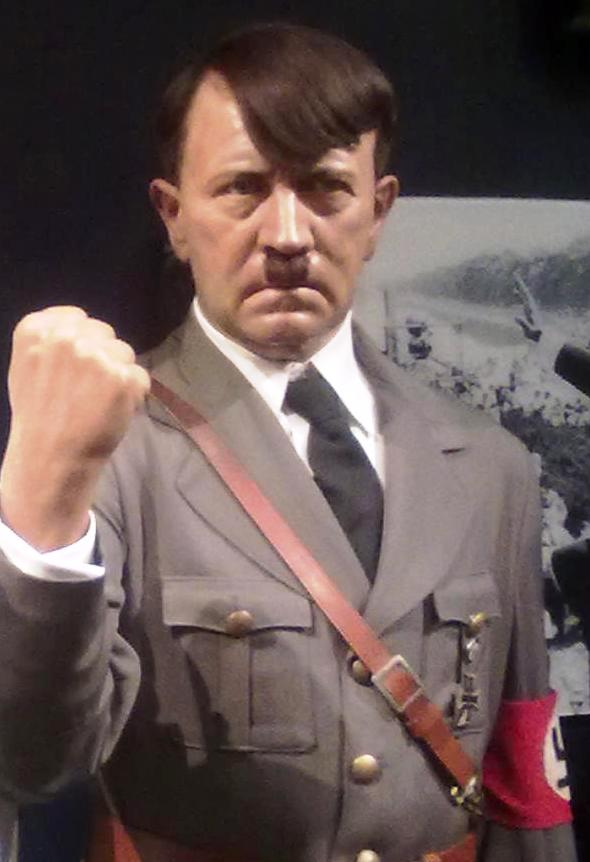
Adolf Hitler
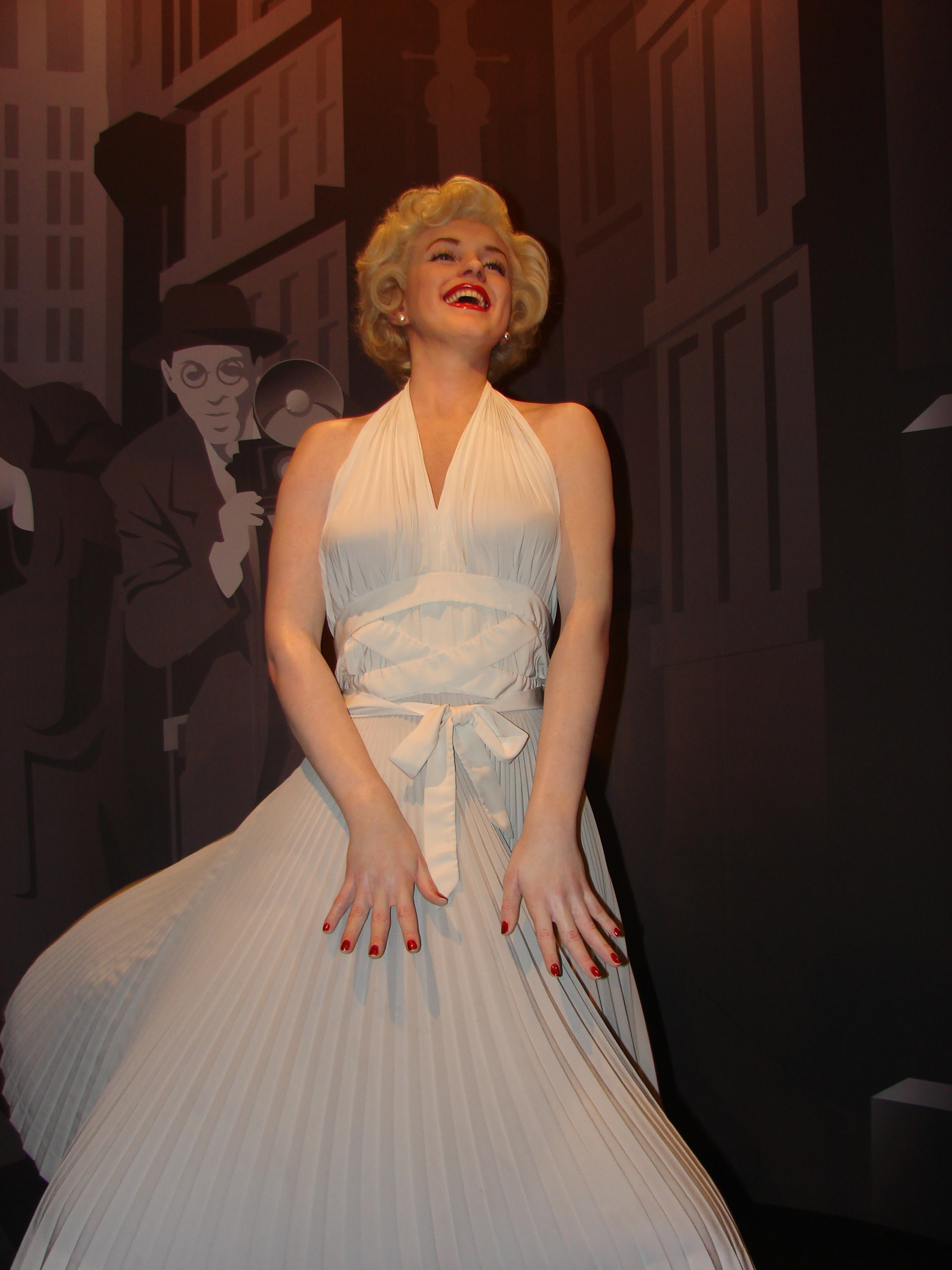
Marilyn Monroe
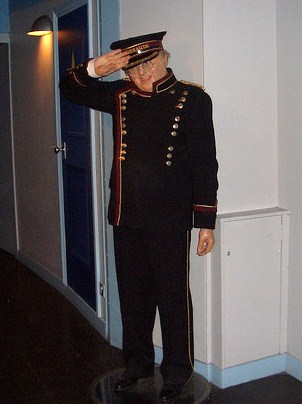
Benny Hill
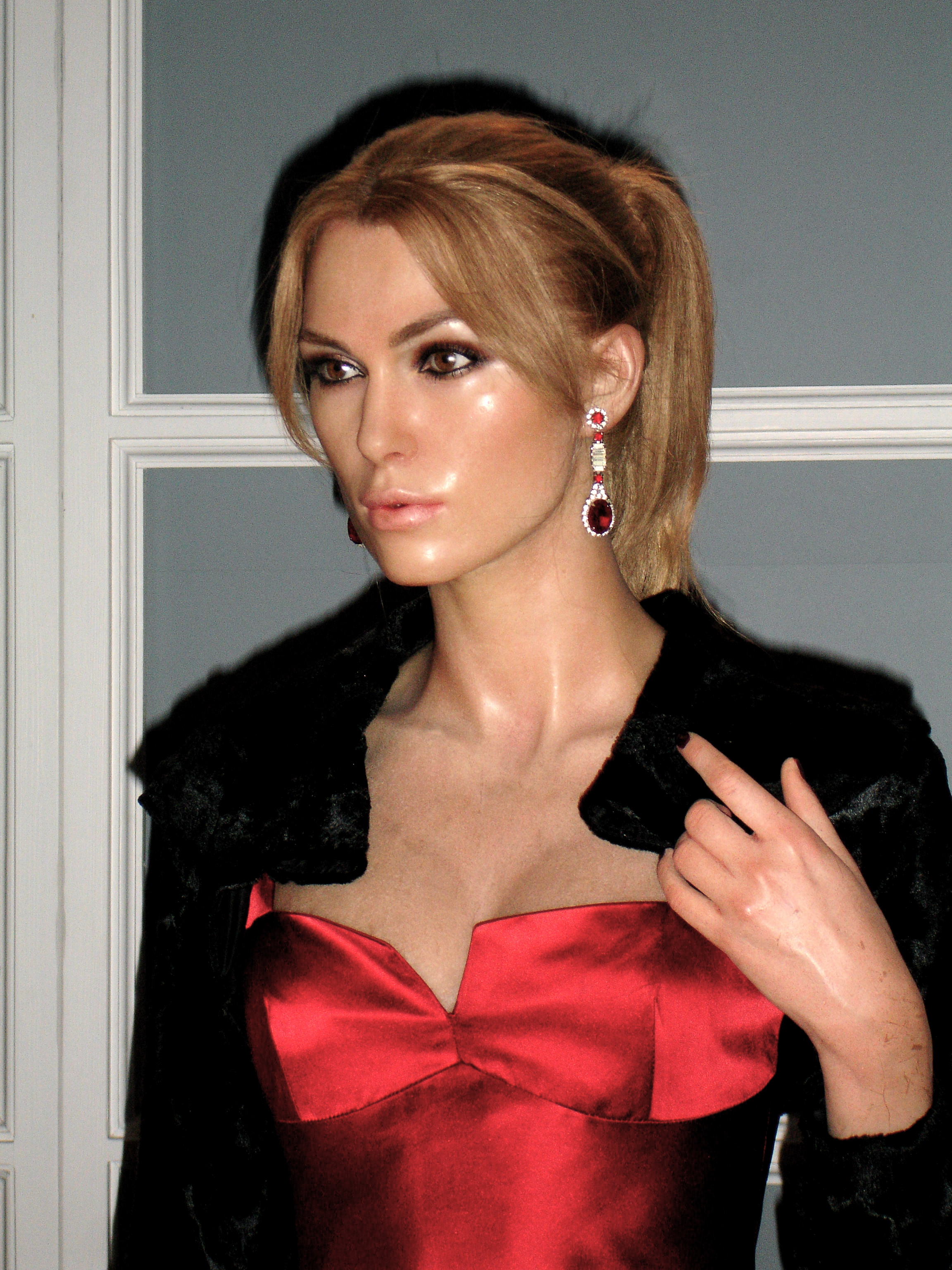
Keira Knightley
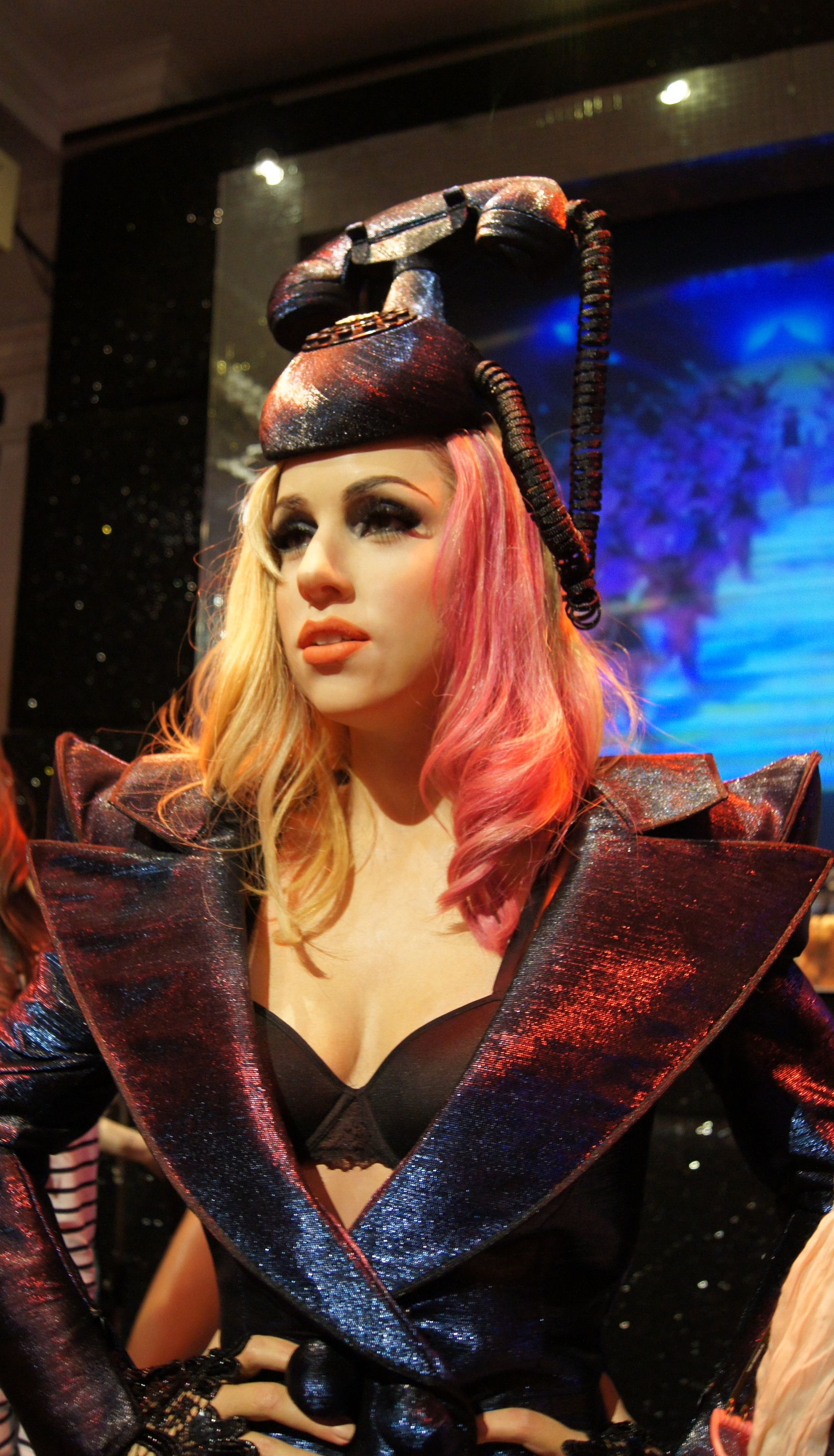
Lady Gaga
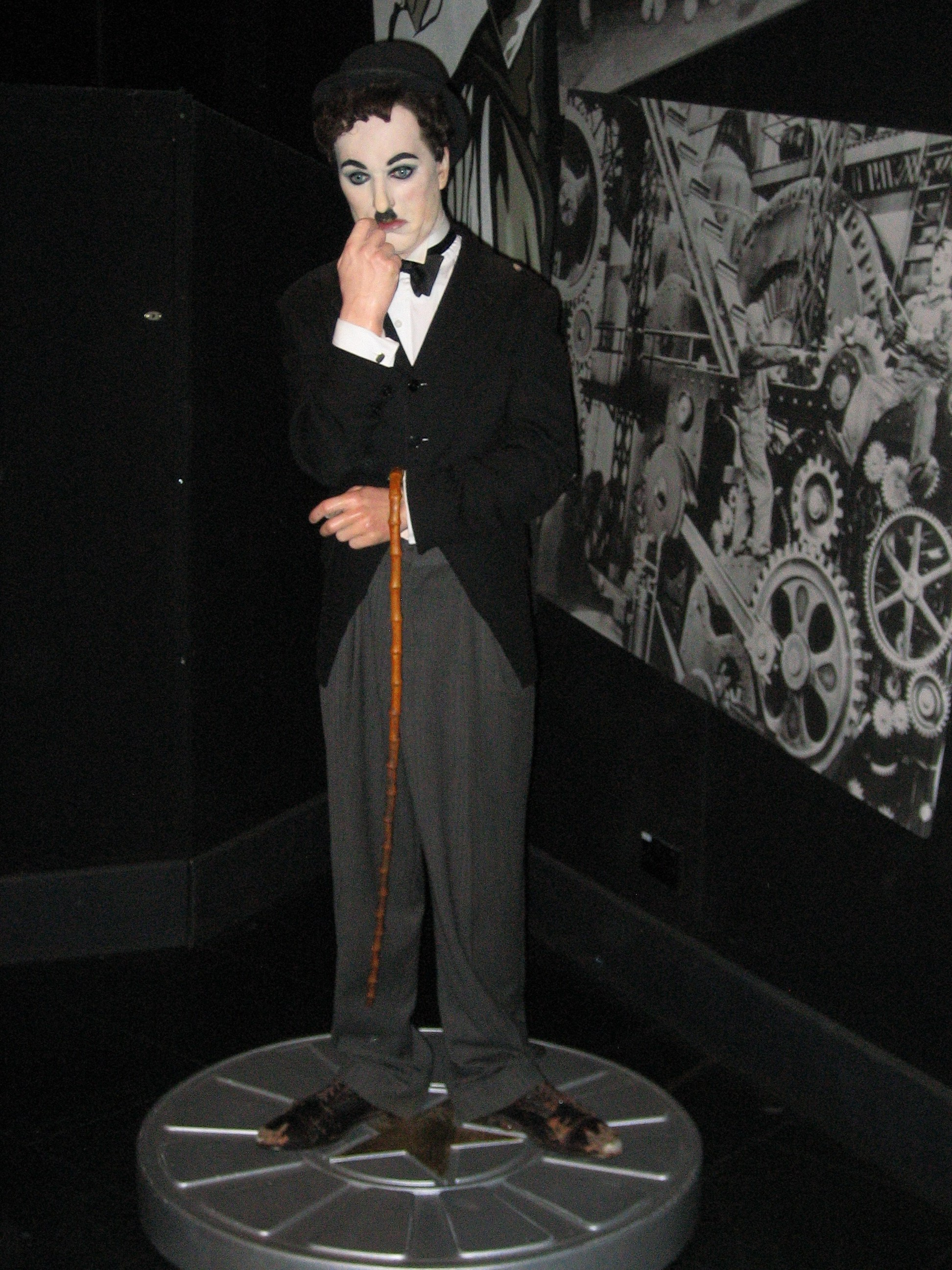
Charlie Chaplin
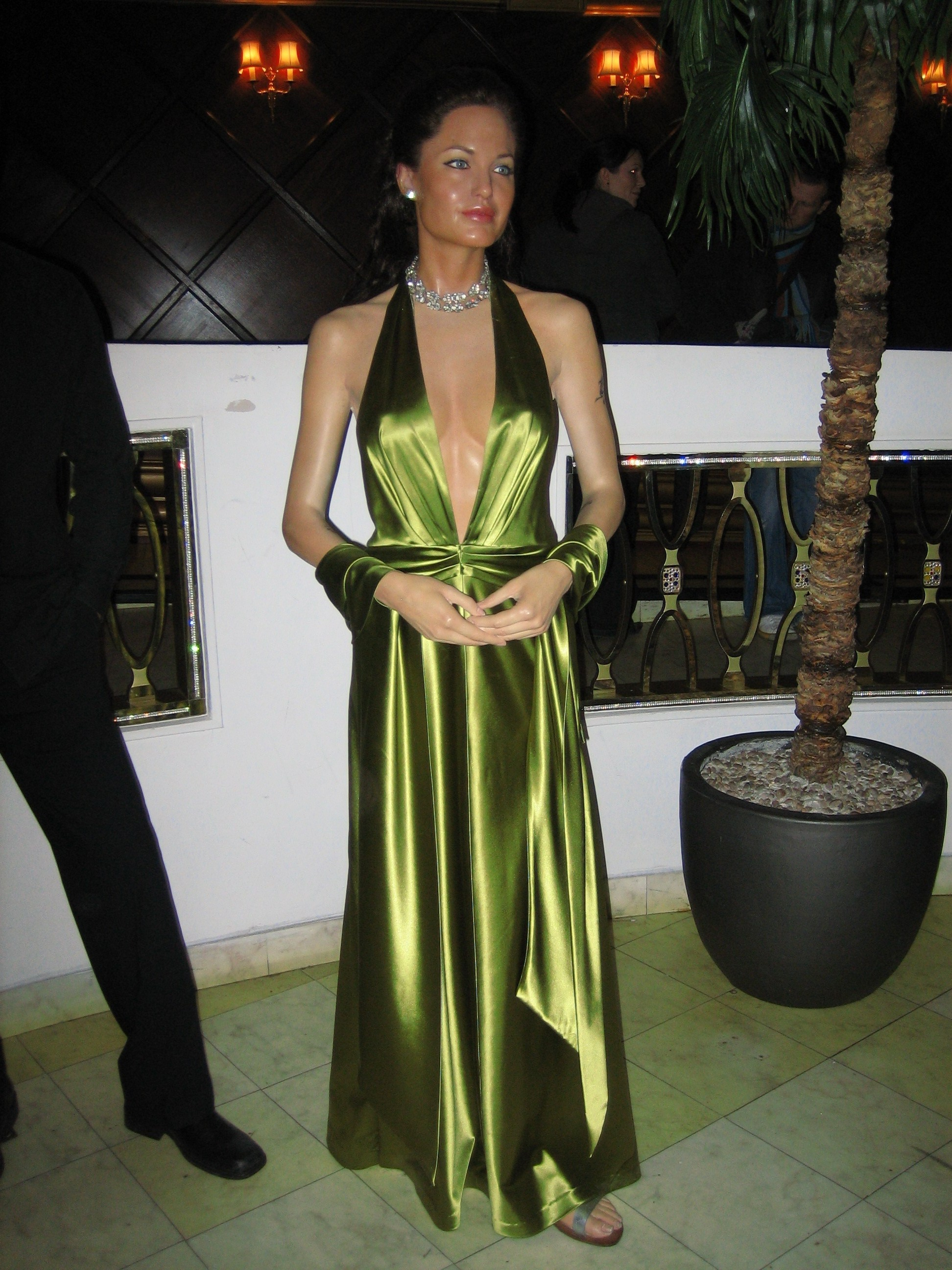
Angelina Jolie
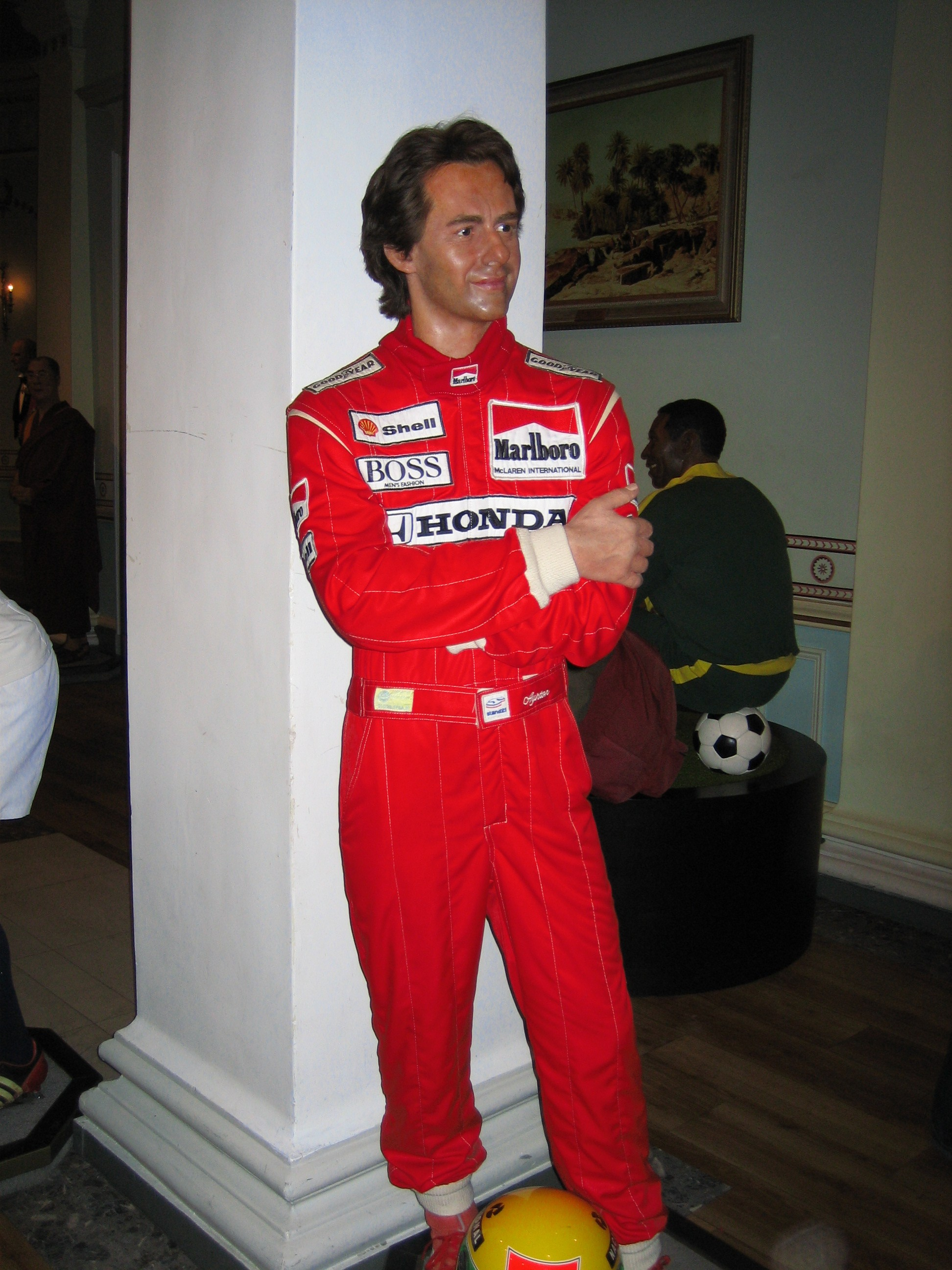
Ayrton Senna
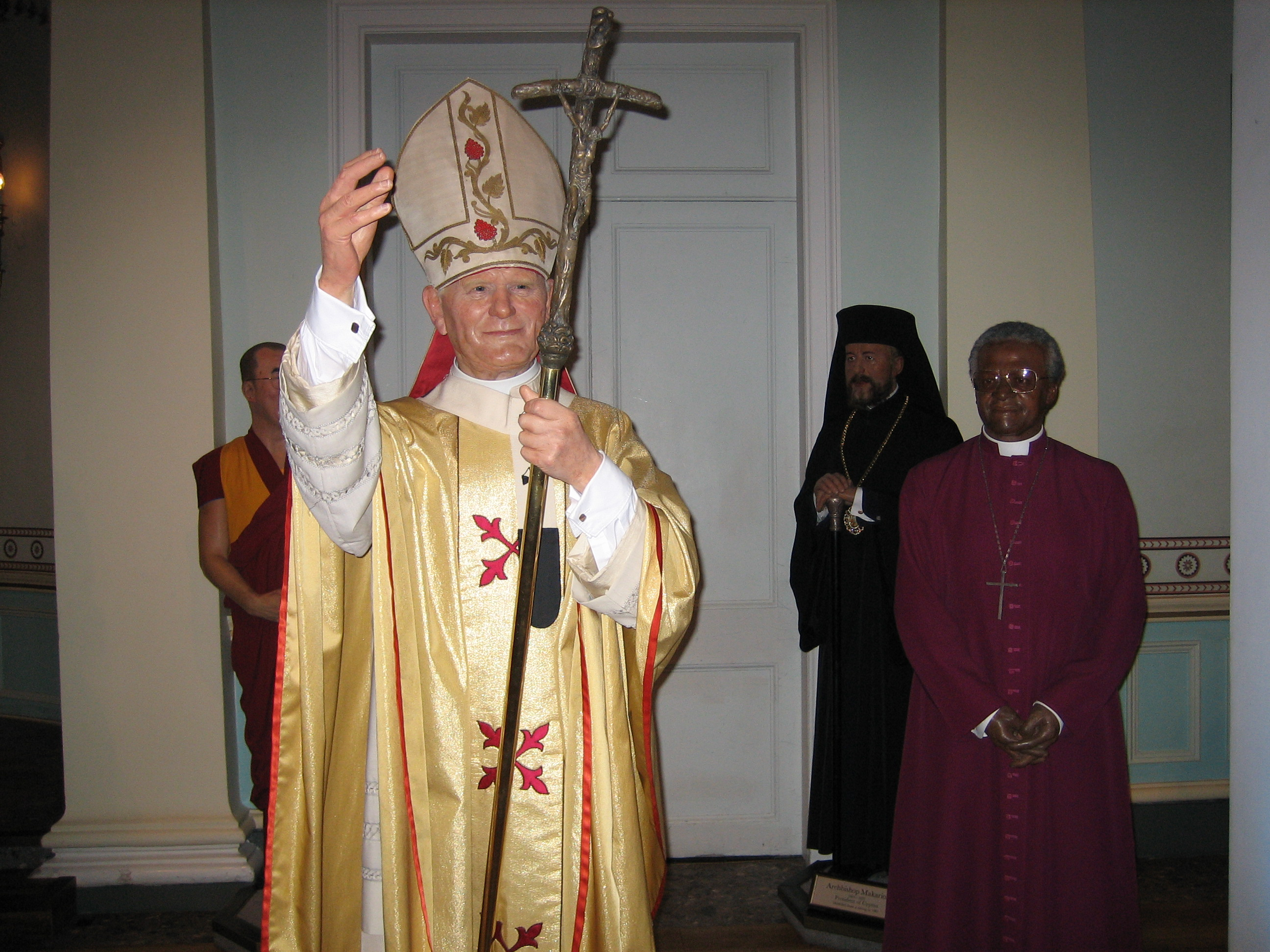
II. János Pál pápa
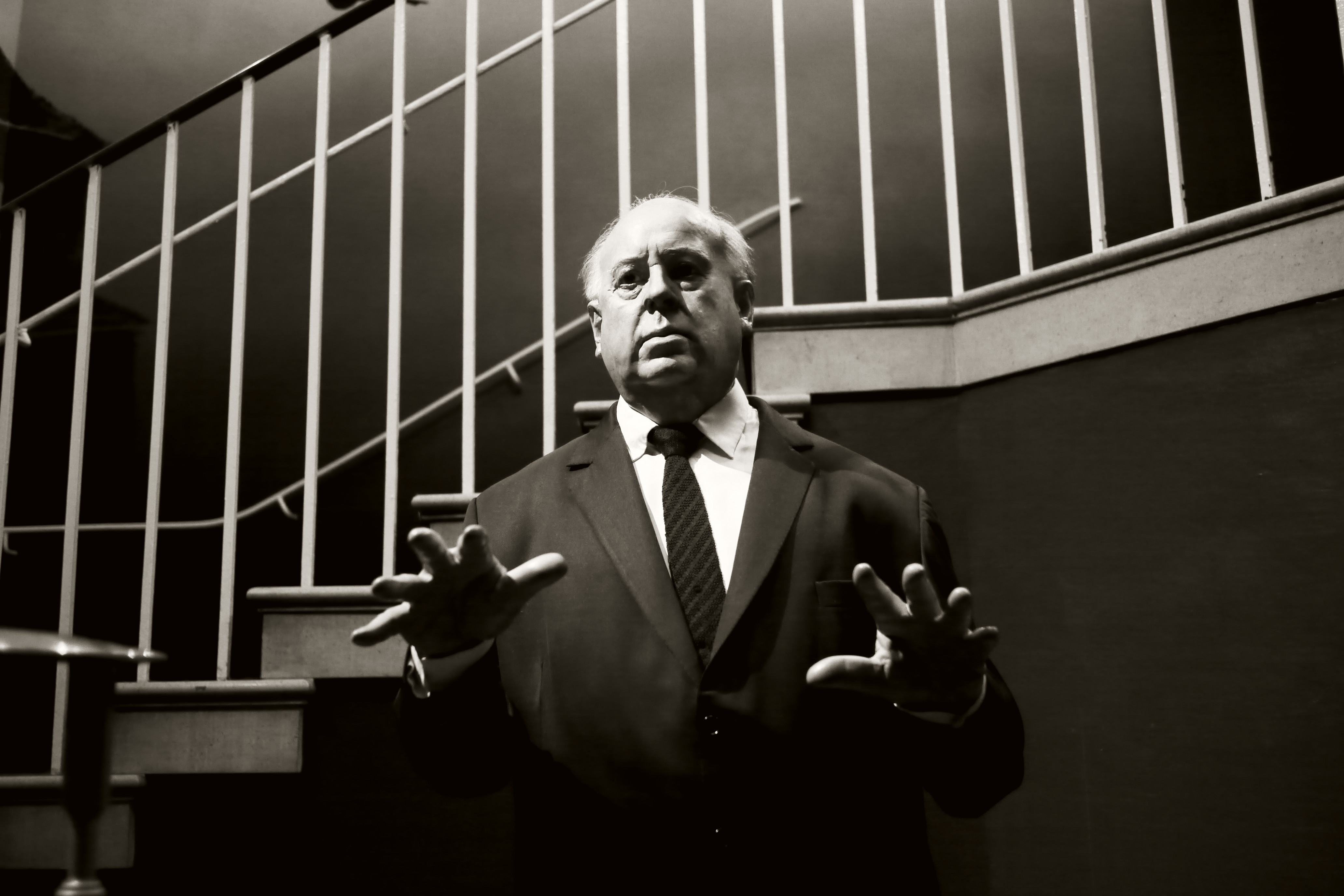
Alfred Hitchcock
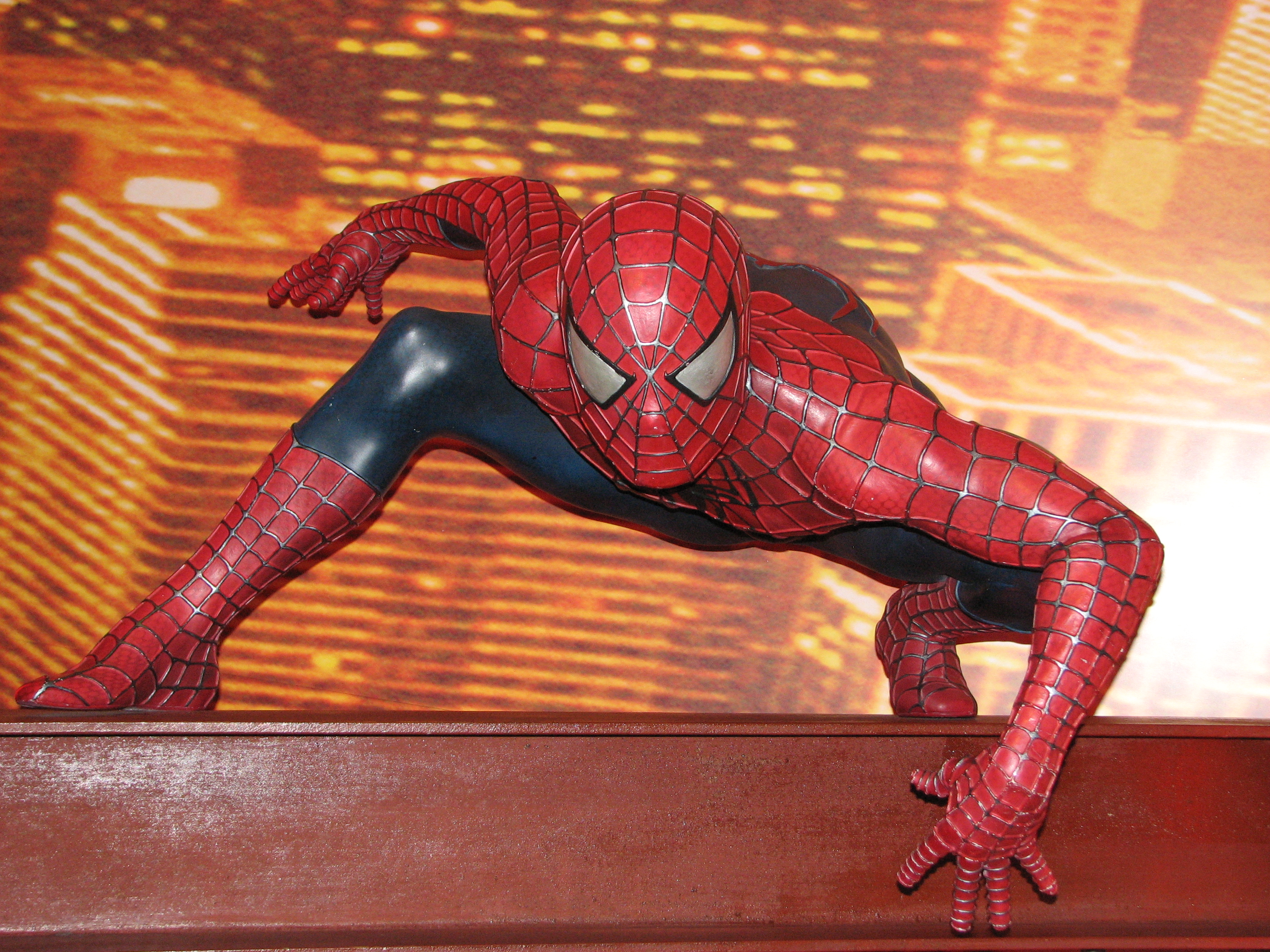
Pókember
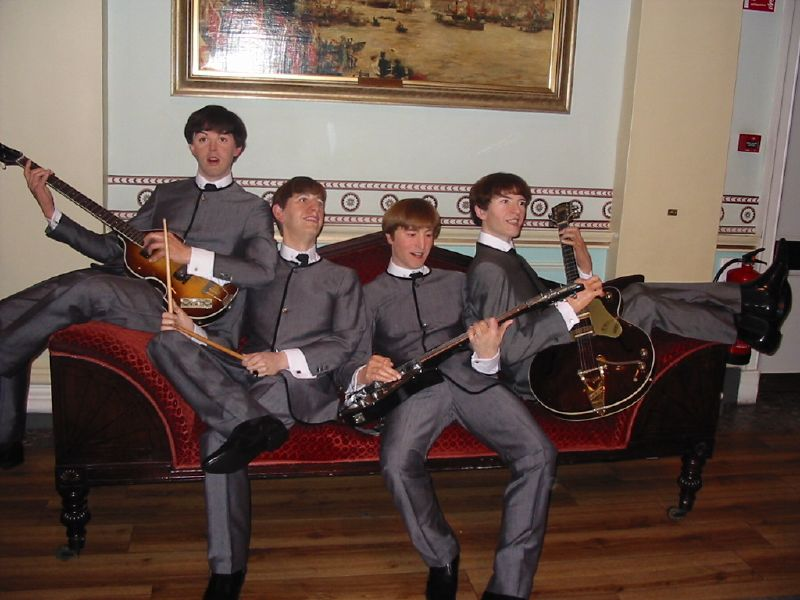
The Beatles
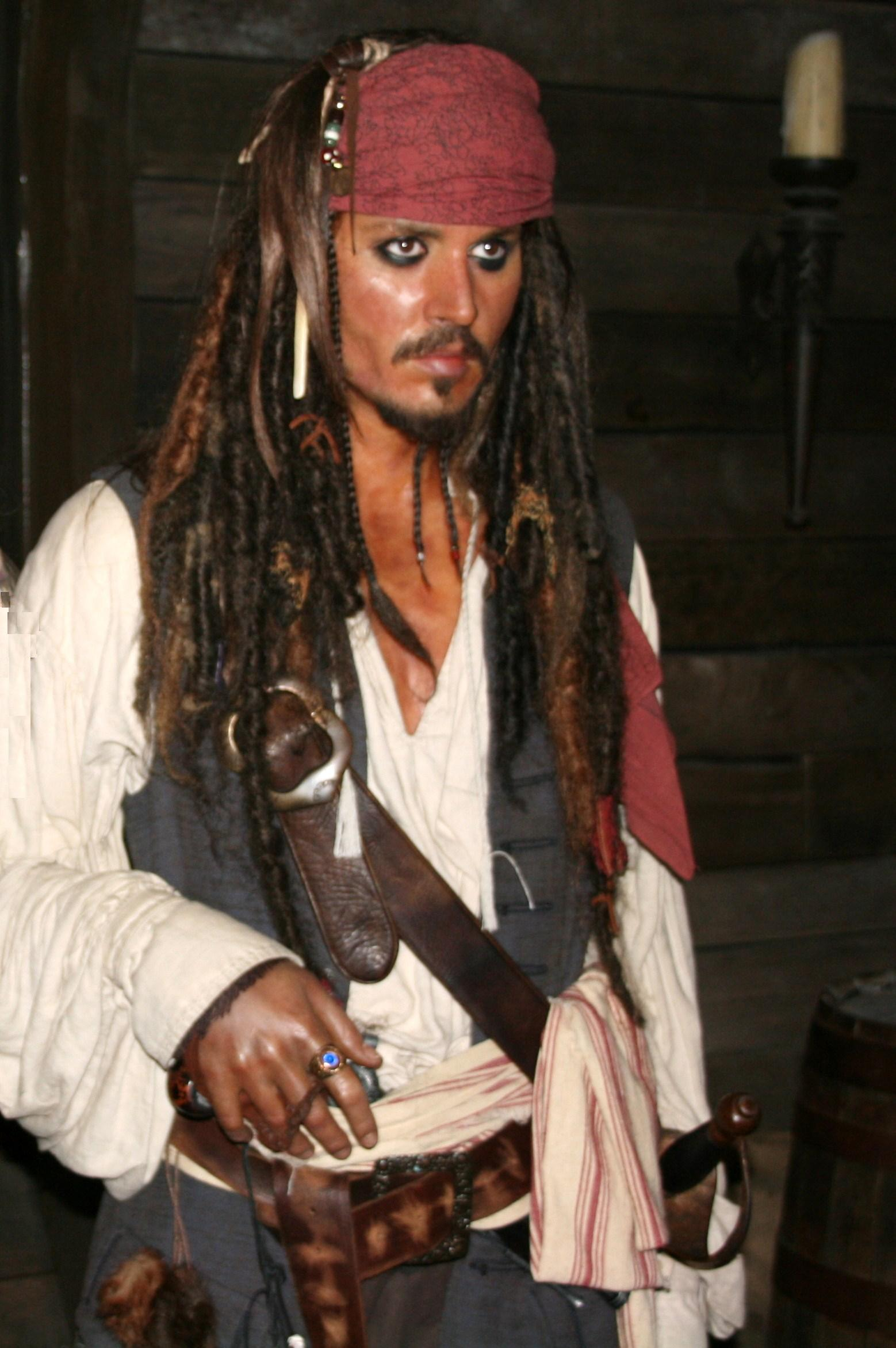
Jack Sparrow (Johnny Depp)
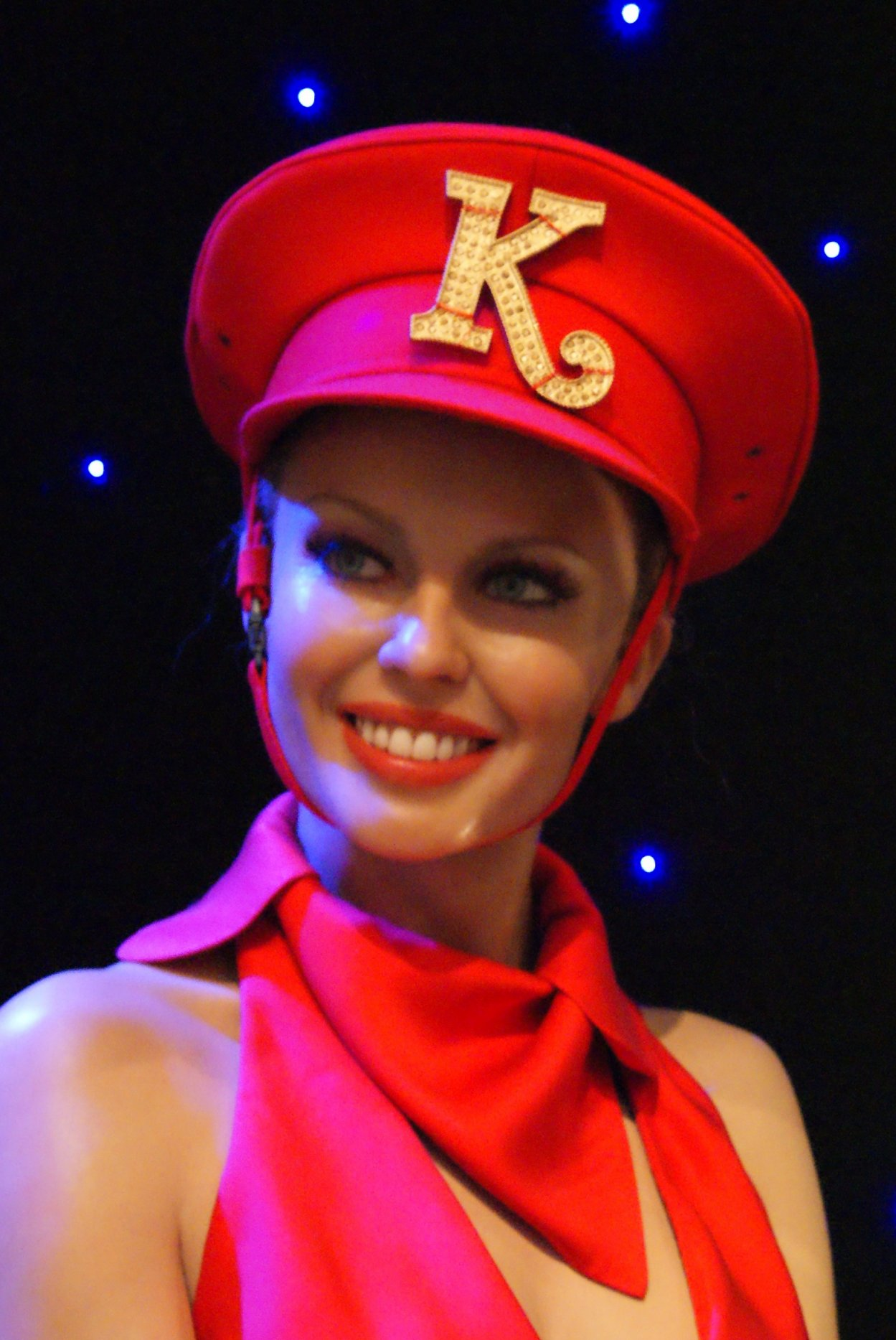
Kylie Minogue

## Fordítás
- Ez a szócikk részben vagy egészben  a   Madame Tussauds című angol Wikipédia-szócikk fordításán alapul.  Az eredeti cikk szerkesztőit annak laptörténete sorolja fel. Ez a jelzés csupán a megfogalmazás eredetét és a szerzői jogokat jelzi, nem szolgál a cikkben szereplő információk forrásmegjelöléseként.